# Mitsuo Watanabe
Mitsuo Watanabe (jap. 渡辺 三男 Watanabe Mitsuo; ur. 4 czerwca 1953) – były japoński piłkarz, reprezentant kraju.

## Kariera klubowa
Od 1972 do 1983 roku występował w klubie Fujita Industries.

## Kariera reprezentacyjna
W reprezentacji Japonii zadebiutował w 1974. W reprezentacji Japonii występował w latach 1974-1979. W sumie w reprezentacji wystąpił w 28 spotkaniach.

## Statystyki
| Reprezentacja Japonii | Reprezentacja Japonii | Reprezentacja Japonii |
| Rok                   | Mecze                 | Gole                  |
| --------------------- | --------------------- | --------------------- |
| 1974                  | 7                     | 1                     |
| 1975                  | 12                    | 3                     |
| 1976                  | 3                     | 0                     |
| 1977                  | 0                     | 0                     |
| 1978                  | 0                     | 0                     |
| 1979                  | 6                     | 0                     |
| Razem                 | 28                    | 4                     |